# 觀塘碼頭

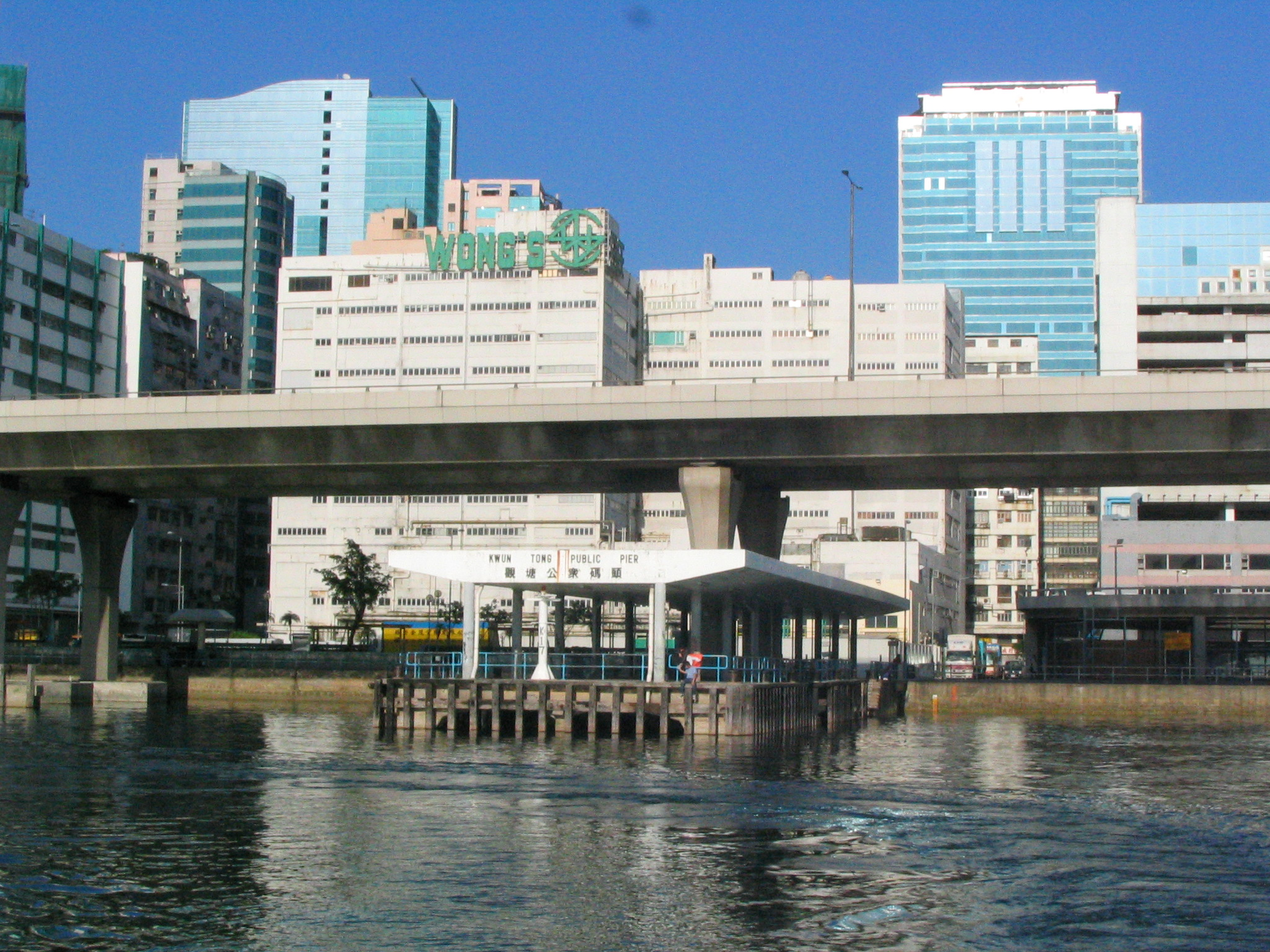
觀塘公眾碼頭

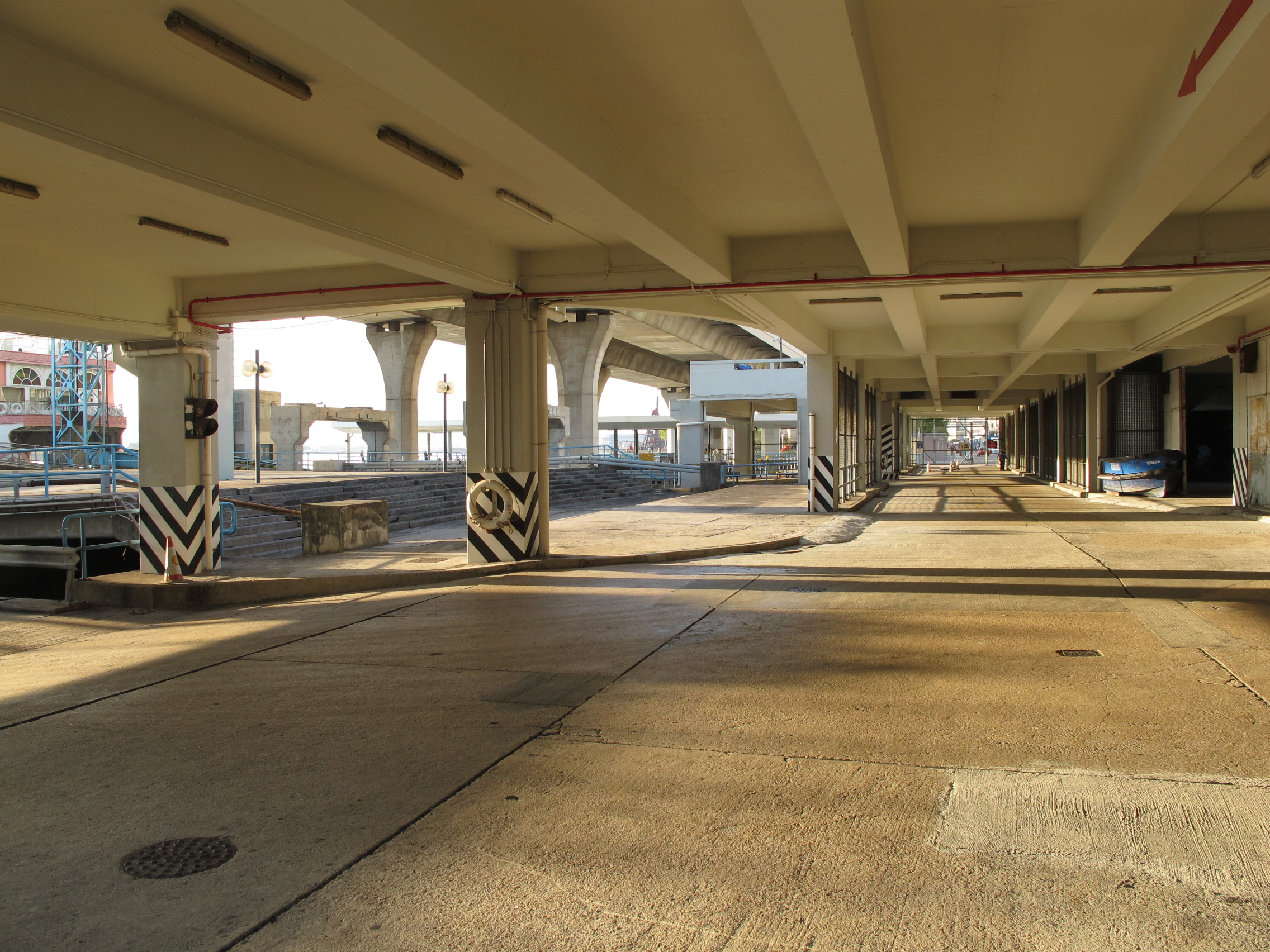
已停用的觀塘汽車渡輪碼頭車道，顯得十分荒涼

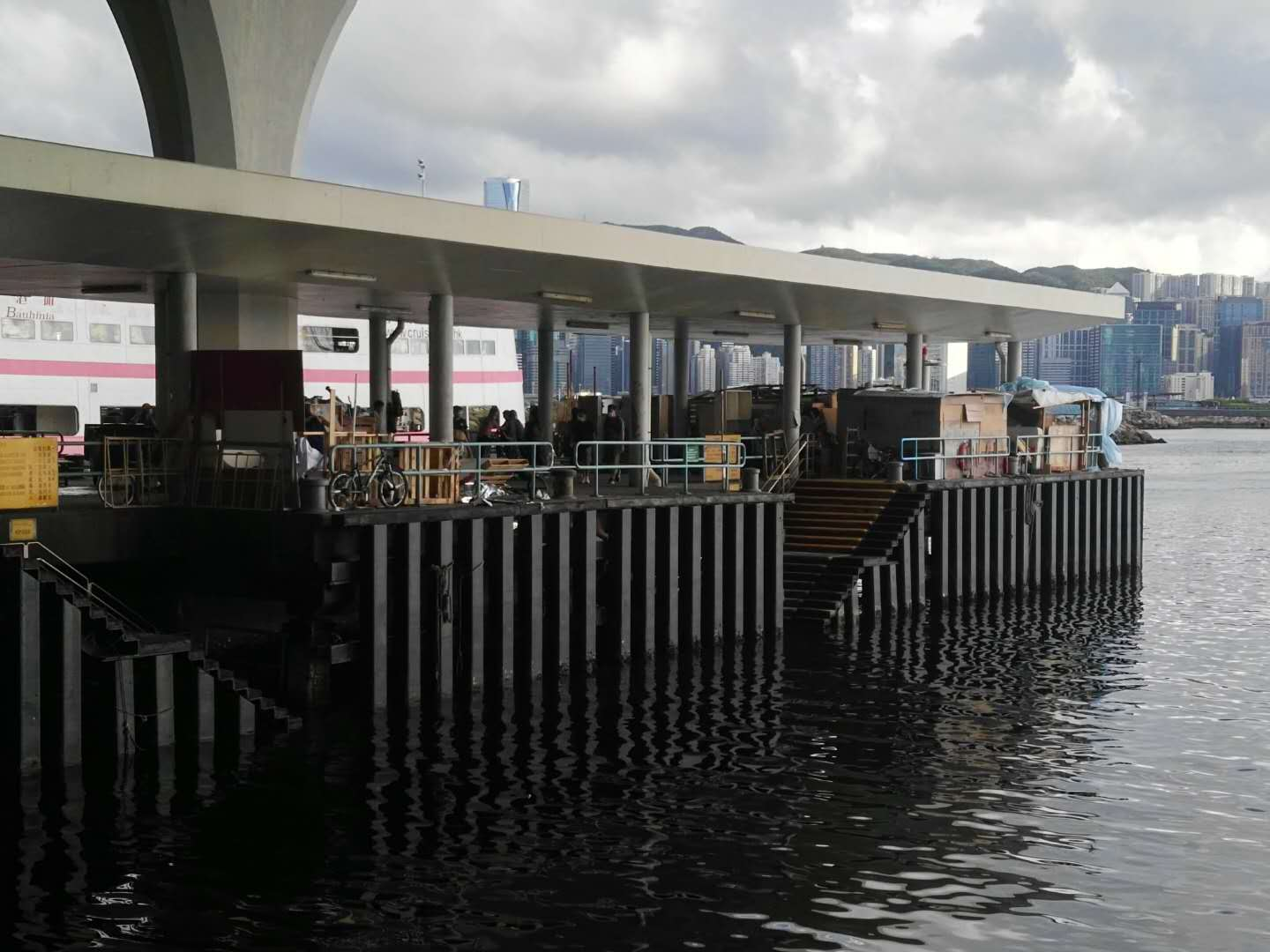
2020年7月觀塘公眾碼頭被露宿者霸佔的情況。

觀塘碼頭，全稱觀塘渡輪碼頭（英語：Kwun Tong Ferry Pier），是香港渡輪碼頭，位於九龍觀塘海旁的觀塘避風塘內。
該處除了有客運碼頭外，附近還有觀塘公眾碼頭，以及供運載易燃易爆物品車輛預約使用的觀塘汽車渡輪碼頭。

## 歷史

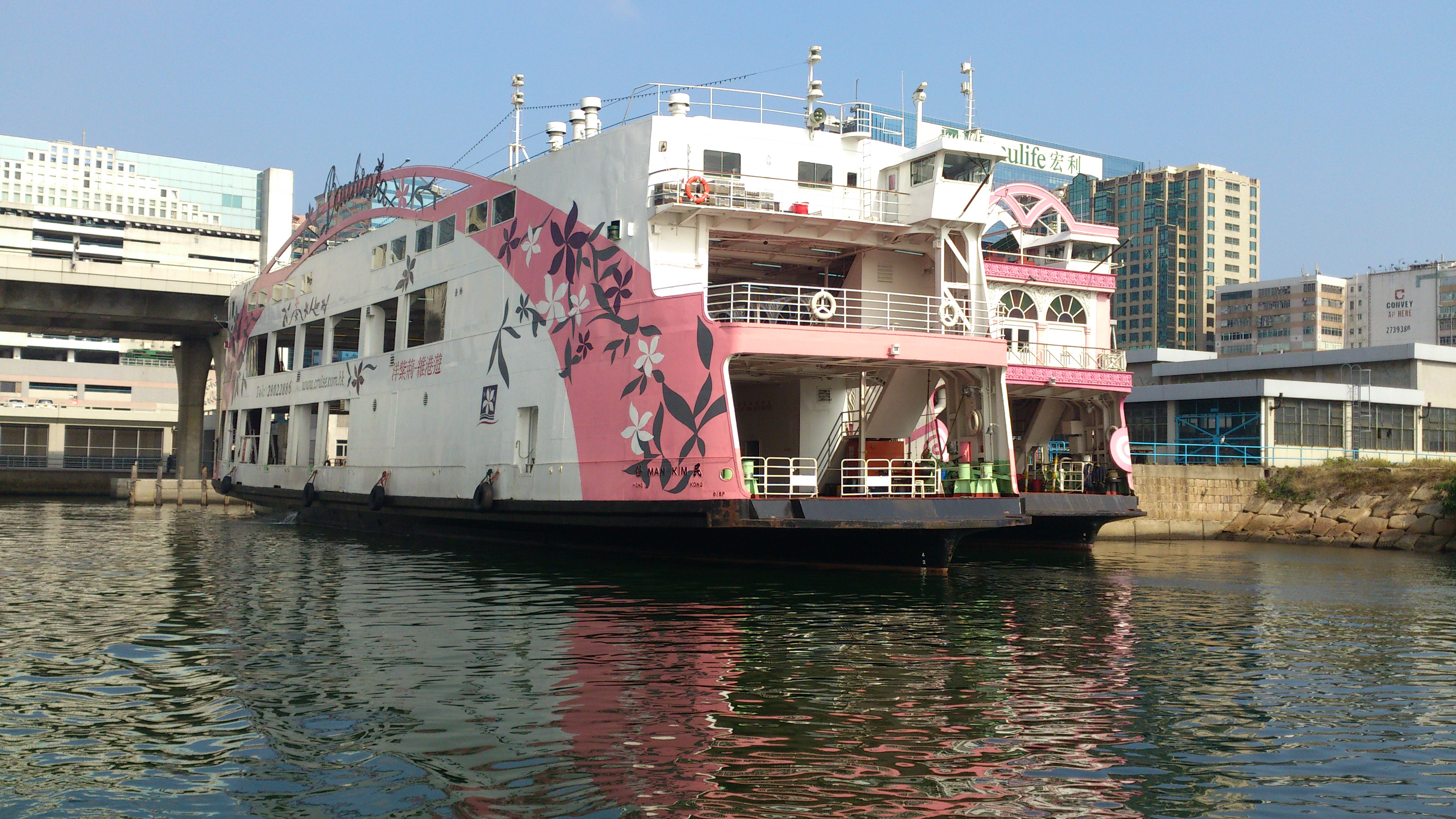
北角來往觀塘的危險品車輛渡輪

該碼頭前身是位於牛頭角的牛頭角碼頭，1960年代因該碼頭位置填海遷至觀塘近駿業街一帶，改稱觀塘碼頭，1972年則再遷到近開源道的現址。
在全盛時期，油蔴地小輪於觀塘碼頭多條來往中環、北角、西灣河及柴灣的渡輪航線。1999年油蔴地小輪專營權結束後停辦，同年9月由富裕小輪投得該航線的經營牌照，不過有港鐵及過海隧道巴士的競爭，該航線的客量一向偏低。曾有一段時間，富裕小輪有渡輪航線由觀塘前往蒲台島，但由於有其他船公司投訴而於2006年停辦。
觀塘碼頭北端設有公眾碼頭，在公眾碼頭和客運碼頭之間有一座「觀塘汽車渡輪碼頭」，在東區海底隧道啟用後便一直停用，直至2008年重開，用於觀塘至北角的危險品車輛航線，供給不能通過海底隧道的運油車及運石油氣車預約使用，而碼頭上層則由駕駛學校租用作駕駛訓練用途。
觀塘碼頭目前只有富裕小輪經營來往觀塘及北角碼頭的渡輪。由於客量不高，只開放碼頭的下層使用，以前由職員在檯面收費，之後改用入閘機，候船大堂有數排座椅，但缺乏照明，所以甚為昏暗。
觀塘碼頭設有巴士總站，雖然碼頭在東區海底隧道通車後人流甚少，但仍有多條九巴路線以此為總站。
2016年5月1日，為紀念姊妹公司油蔴地小輪在港提供汽車渡輪服務83年，洋紫荊維港遊公司推出懷舊汽車渡輪遊，開辦數班往來北角與觀塘的汽車渡輪海上旅遊班次。
在2017年，觀塘公眾碼頭被至少七名露宿者長期霸佔，他們視碼頭如私人地方，割據碼頭不同位置，以木板、木櫃等雜物自行劃分「領土」搭建木屋及床位。當中有人更霸佔長逾三年，令碼頭烏煙瘴氣。，至2020年，發現有露宿者在碼頭擺放煮食爐，更有電磁爐電線接駁碼頭電燈，懷疑「偷電」。一名露宿者不諱言，僅晚上有電力提供，白天無法開爐煮食。情況令人擔心碼頭出現火災風險。
2021年3月31日，運輸署連同食環署計劃將霸佔觀塘碼頭的露宿者驅趕，但遭到多個露宿者團體抗議，最後拖延至2023年5月執行。

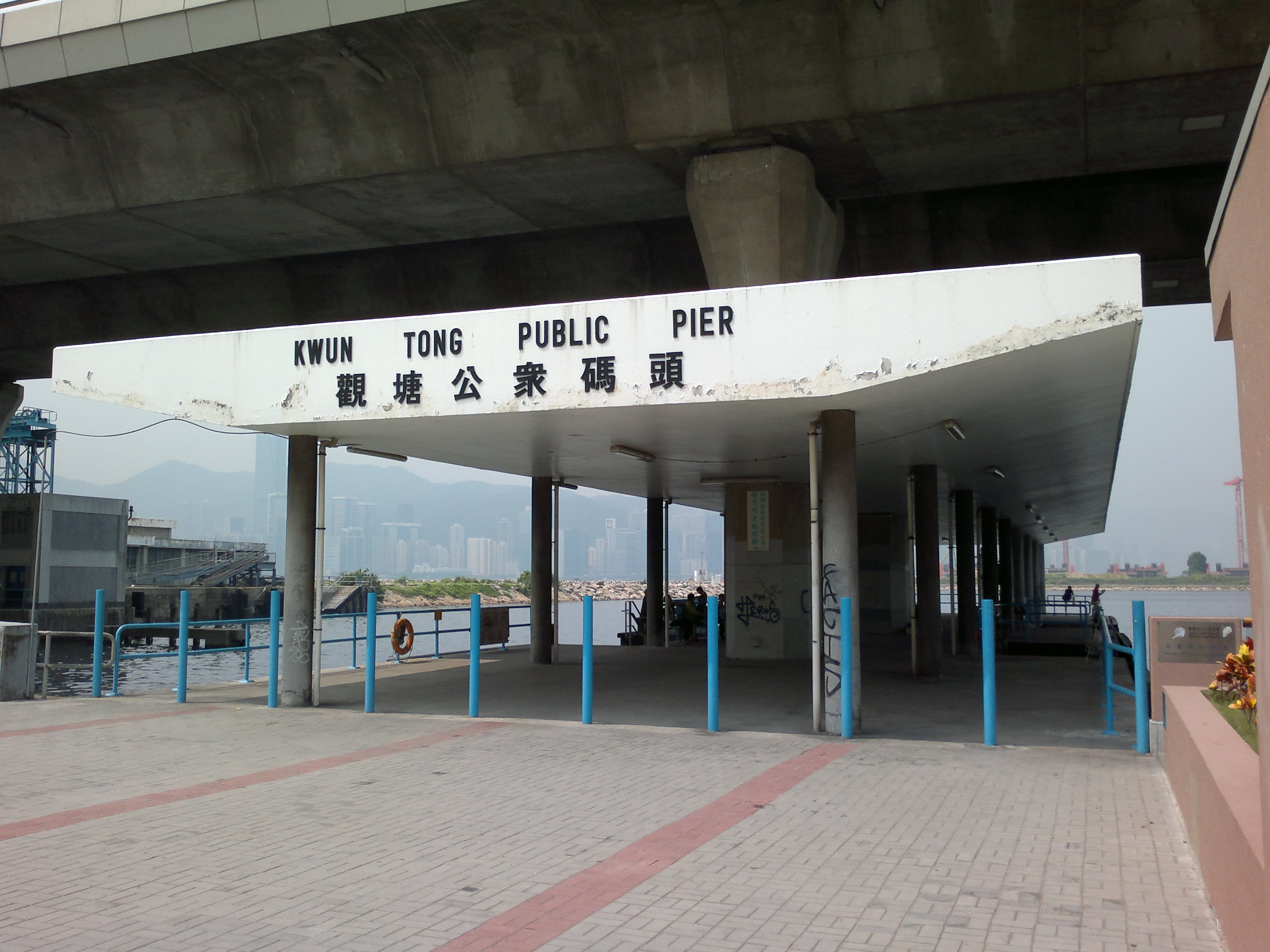
觀塘公眾碼頭入口
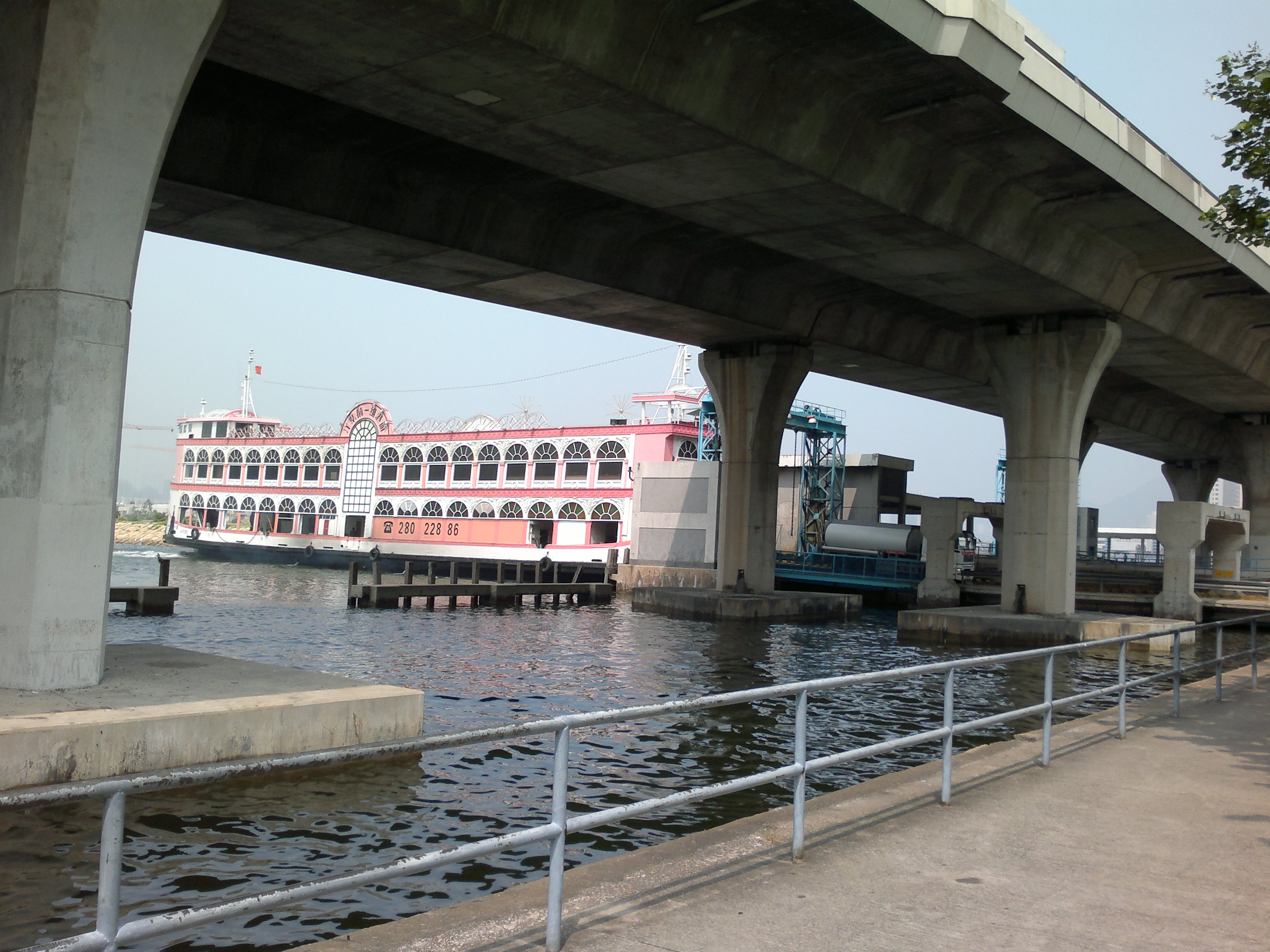
船隻正在卸載危險品車輛
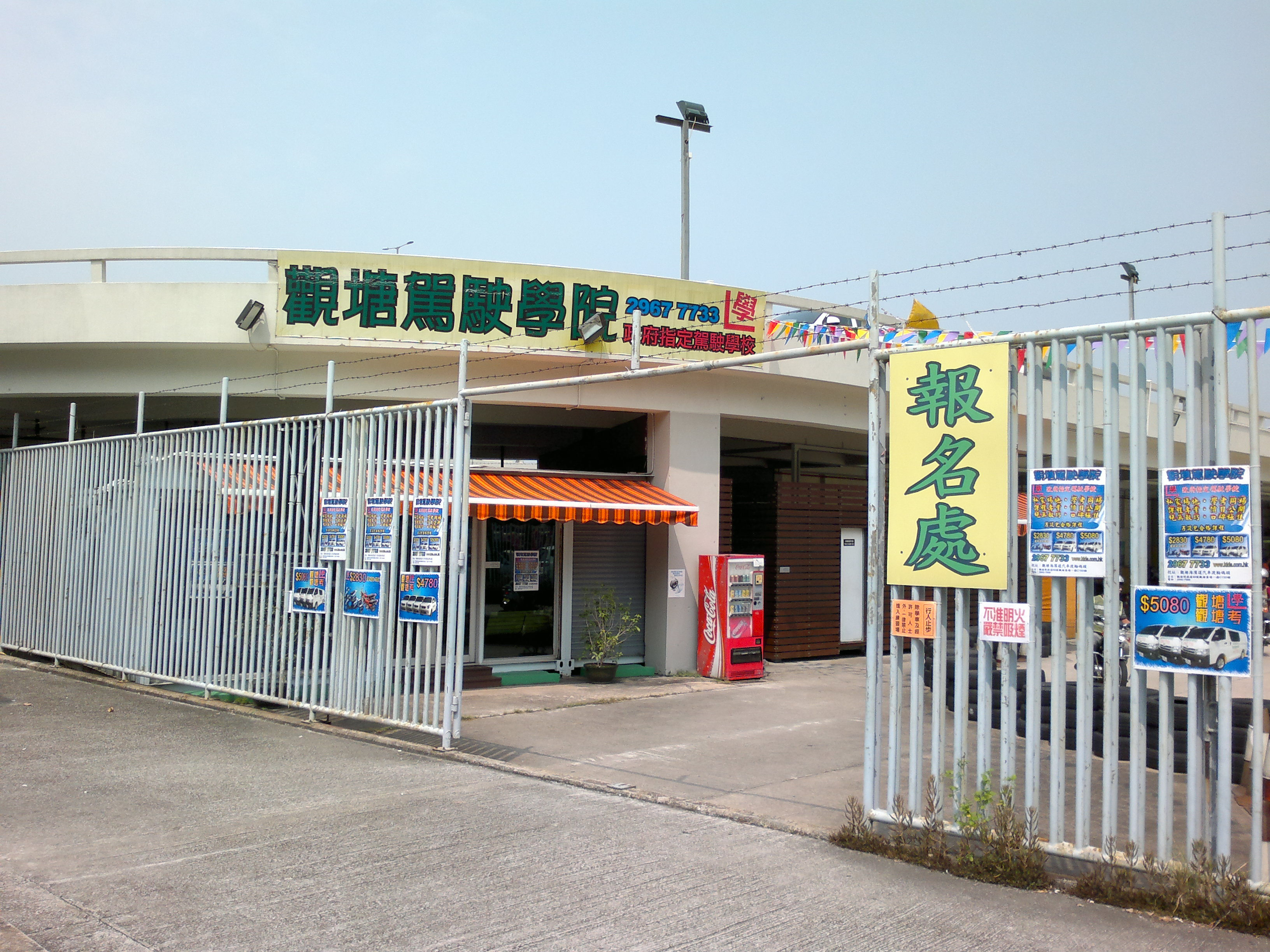
碼頭部份地方租予駕駛訓練學校（已於2019年停辦）

## 航線
觀塘碼頭
- 富裕小輪：北角 - 觀塘（部分航班途徑啟德郵輪碼頭）
- 收費：$7.0

觀塘公眾碼頭
- 珊瑚海船務：西灣河 - 觀塘
- 收費：$9.0（需於西灣河碼頭付款）

該碼頭曾於2016年設有來往啟德郵輪碼頭的渡輪航線，但運作不足半年，便因為客量稀少而停航，之後由富裕小輪將該碼頭來往北角的航線，部分班次途經啟德郵輪碼頭取代。

## 影視作品
多部電視劇、電影和音樂錄影帶曾經在此取景，例如《殭》和《L風暴》。

## 未來發展
碼頭範圍是起動九龍東「行動區」一部份，現正計劃重建

## 註腳
1. ↑  . 東方日報 (香港). 2016年5月1日  [2020年7月20日]. （原始内容存档于2020年7月21日）.
2. ↑  . 東方日報 (香港). 2017年4月26日  [2020年5月14日]. （原始内容存档于2017年9月9日）.
3. ↑  . 東方日報 (香港). 2020年5月14日.
4. ↑  . 香港01. 2021-03-31  [2023-05-27]. （原始内容存档于2023-05-28）.
5. ↑  . 明報. 2023-05-04  [2023-05-27]. （原始内容存档于2023-05-27）.
6. ↑  . 東方日報. 2016-11-27  [2016-11-27]. （原始内容存档于2019-11-03）.
7. ↑  .   [2021-04-09]. （原始内容存档于2018-09-08）.